# Ашхейм, Ева
Ева Ашхейм (1958 г.) — американская художница и изготовительница юридических документов.

## Жизнь и карьера
Уроженка Нью-Йорка, Ашхейм провела детство в Калифорнии и Сингапуре. Она изучала искусство в Университете Калифорнии, Беркли, где получила степень бакалавра  в 1984 году, работая в основном с художниками Элмером Бишоффом, Джоаном Брауном и Крисом Браун. В 1987 году она получила степень магистра иностранных дел в Калифорнийском университете в Дэвисе под руководством Уэйна Тибо, Харви Химельфарба, Сквика Карнвата, Майка Хендерсона, Мануала Нери и Роберта Арнесон. Начала преподавать в качестве адъюнкт-лектора программы визуальных искусств в Принстонском университете в 1991 году, а в 2001 году перешла на полный рабочий день. С 2003 по 2007 год работала директором программы визуальных искусств.
Картины и рисунки Евы Ашхейм абстрактны и геометричны.
Ашхейм замужем за Джоном Яу, проживают в Манхэттене.

## Награды
За свою карьеру она получала стипендии от Нью-Йоркского фонда искусств, Национального фонда искусств, фонда Элизабет Foundation, Фонда Джоан Митчелл и Фонда Поллока-Краснера. Получила стипендию Гуггенхайма в 2012. В 2017 году она была избрана академиком Национальной академии дизайна.

## Выставки
Недавние персональные выставки работ Ашхейм включают «Линии без контуров», пространство «Т» (Райнбек, Нью-Йорк, 2017 г. и Галерея Барбары Уолтерс, Колледж Сары Лоуренс, 2018 г. ), Lori Bookstein Fine Art, Нью-Йорк (2016) и Galerie Inga Kondeyne, Берлин (2015, с Хансом Шимански).
Персональные музейные выставки её работ включают выставки в таких зданиях как Художественный музей Уэтерспун, Гринсборо, Северная Каролина, Галерея Баннистер, Колледж Род-Айленда, Нью-Йоркская школа-студия и Колледж Скидмор, Саратога-Спрингс, Нью-Йорк. Ашхейм регулярно выставлялась в Европе в Galerie Rainer Borgemeister, Берлин, Galleri Magnus Aklundh, Мальме, Швеция, и Galerie Inga Kondeyne, Берлин.

## В коллекциях
Три её работы, в том числе работа, ранее принадлежавшая Corcoran Gallery of Art, находятся в коллекция Национальной галереи искусств, а шесть принадлежат Музею современного искусства. Работы Ашхейм также находятся в коллекции Музея современного искусства Северного Майами.
Дополнительные коллекции: Центр искусств Арканзаса, Литл-Рок, Арканзас; Художественный музей Бойсе, Бойсе, штат Иллинойс; Художественный музей Фогга, Гарвардский университет; Hamburger Bahnhof, Берлин, Германия; Центр изящных искусств Колорадо-Спрингс; Художественный музей Дартмутского колледжа, Нью-Хэмпшир; Kupferstichkabinett, Национальная галерея, Берлин; Kunstmuseum Bonn, Германия; Фонд Ланнана, Санта-Фе, Нью-Мексико; Художественный музей Нью-Мексико, Санта-Фе, Нью-Мексико; Историческое общество Нью-Йорка; Коллекция современных рисунков музея и библиотеки Пирпонта Моргана, Нью-Йорк; Галерея Поллока, Южный методистский университет, Даллас, Техас; Художественный музей Принстонского университета; Университет Аляски, Музей Севера, Фэрбенкс, AK; Художественный музей Университета Нью-Мексико, Альбукерке; Университетский музей современного искусства, Массачусетский университет, Амхерст; Художественный музей Сан-Диего; Художественный музей Йельского университета.